# 2004 OJ14
2004 OJ14 est un transneptunien, en résonance 2:5 avec Neptune de magnitude absolue 6,4.
Son diamètre est estimé de 230 km à 312 km, ce qui le qualifie comme un candidat au statut de planète naine.